# 诺阿亚克 (阿韦龙省)
诺阿亚克（法語：Noailhac，法語發音：[nɔajak]）是法国阿韦龙省的一个旧市镇，属于罗德兹区。2016年，诺阿亚克与邻近的3个市镇合并为新市镇鲁埃格地区孔克。

## 地理
诺阿亚克（44°33'57"N, 2°22'31"E）面积15.96 平方千米，位于法国奧克西塔尼大區阿韦龙省，该省份为法国南部内陆省份，位于法國中央高原南部，北起顺时针与康塔爾省、洛泽尔省、加尔省、埃罗省、塔恩省、塔恩-加龙省和洛特省接壤。
与诺阿亚克接壤的市镇（或旧市镇、城区）包括：阿尔蒙莱瑞尼、孔克、菲尔米、大瓦布尔、杜尔杜河畔圣西普里安。

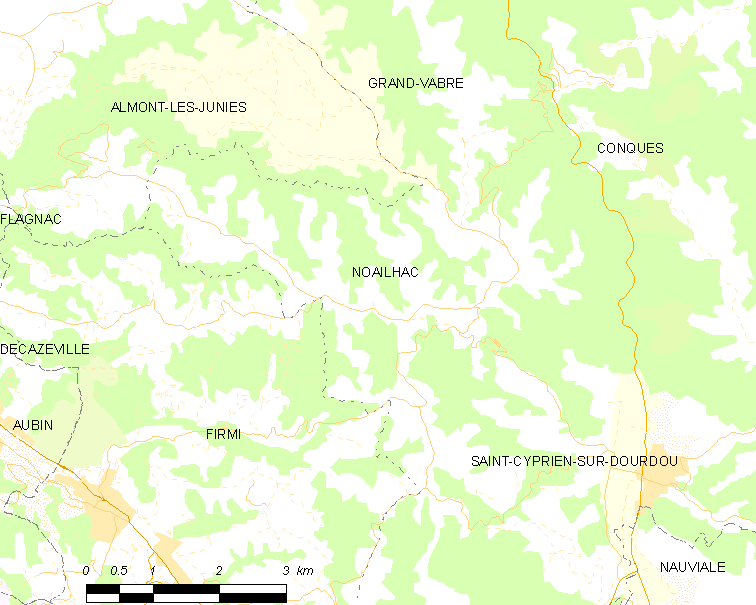
的OSM定位图

诺阿亚克的时区为UTC+01:00、UTC+02:00（夏令时）。

## 行政
诺阿亚克的邮政编码为12320，INSEE市镇编码为12173。

## 政治
诺阿亚克所属的省级选区为洛特-杜尔杜县。

## 人口

1962-2008年间人口变化图示

诺阿亚克于2018年1月1日时的人口数量为155人。